# Шоломянцев-Терський Олег Саватійович

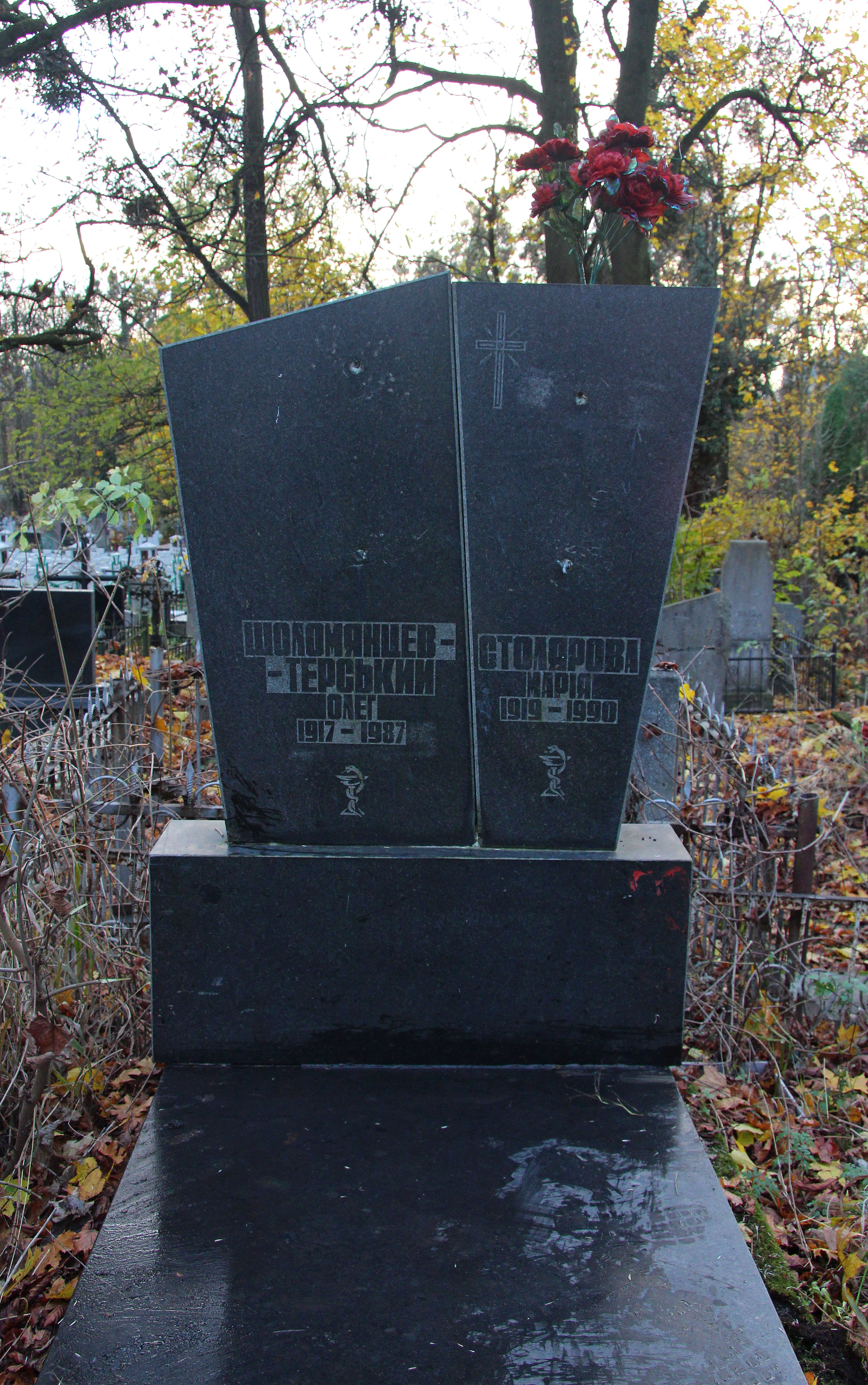

Олег Саватійович Шоломянцев (Шеломенцев)-Терський (7 квітня 1917, село Яновка (Іванівка) — 3 травня 1987, Львів) — лікар, анатом, педагог, науковець, винахідник і раціоналізатор, кандидат медичних наук, доцент, капітан медичної служби у запасі.

## Життєпис

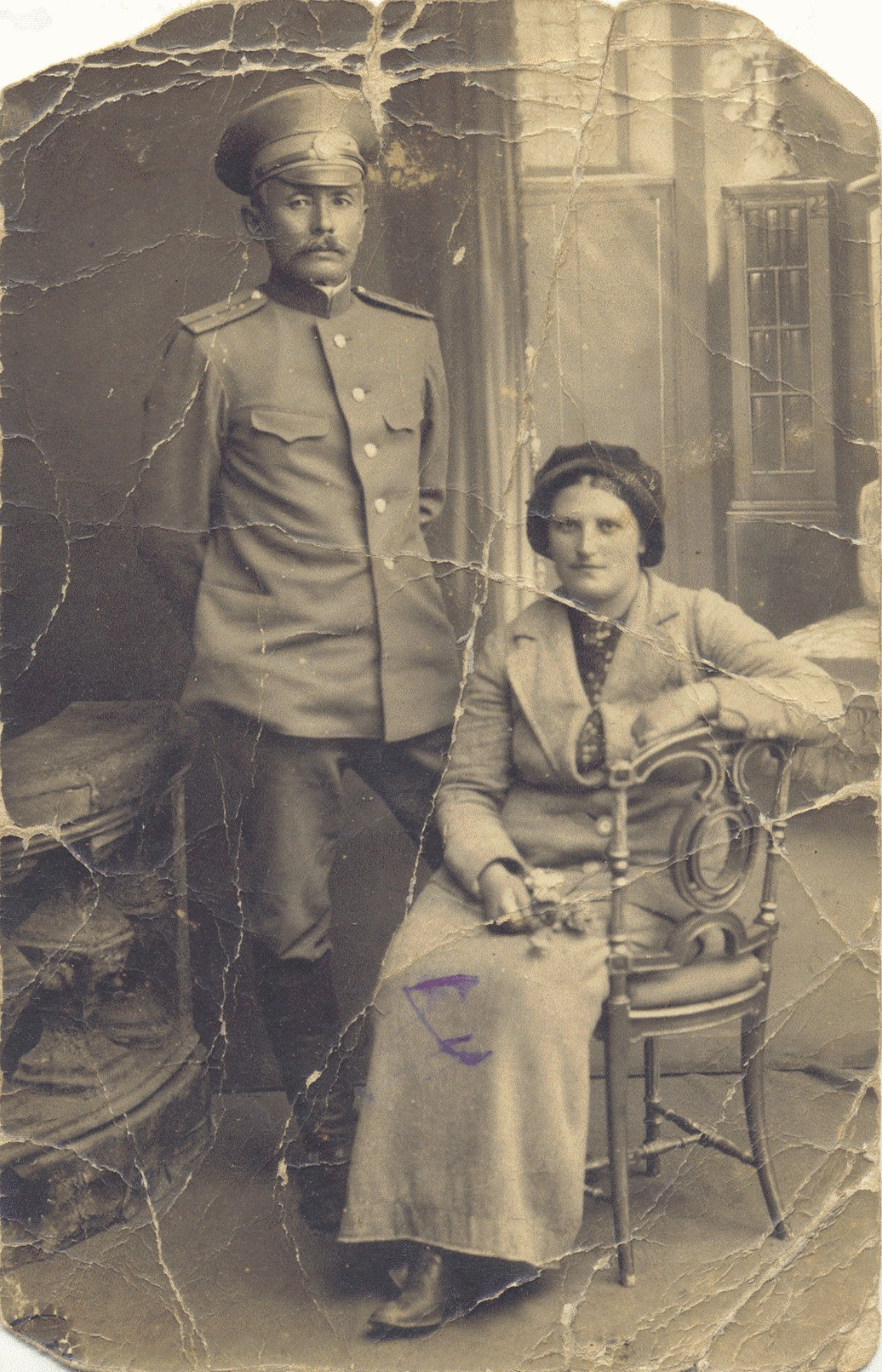
Шеломенцев-Терський Савватій Львович і Кучерова Марія Спиридонівна (1915-1916)

Народився Олег Саватійович Шоломянцев-Терський 7 квітня 1917 року в селі Яновка (Іванівка) Крупецької волості Дубенського повіту Волинської губернії, в сім’ї медиків.
Батько — Савватій Львович Шеломенцев-Терський (1870—1925), фельдшер (військовий чиновник XII класу) 76-го передового кінного транспорту при Управі особливоуповноваженого Російського товариства Червоного хреста при штабі 11-ї армії Російської імперії (1914—1917).
Мати — Марія Спиридонівна Кучерова (1888—1921), фельдшериця-акушерка. Закінчила Волинську земську школу для фельдшерів і фельдшериць-акушерок у Житомирі у вересні 1910 року.
Брат — Володимир Саватійович Шеломенцев-Терський (1918—1993), доктор історичних наук, професор.
Після смерті матері у 1921 році Олега і Володимира виховувала тітка — Анна Спиридонівна Кучерова (Кучер) (1880—1952), вчителька.
1928 року, після закінчення 4-го класу семирічної публічної коедукаційної загальної школи у Радивилові, Олег вступив до Державної гімназії імені Юзефа Коженьовського у Бродах (1928—1936). 
Був відмінником навчання, членом географічного і головою природничого гуртків, де, навчаючись у п’ятому класі, підготував і виступив з рефератами на теми: «Температура ґрунту і повітря» (пол. Temperatura gruntu i powietrza), «Залози внутрішньої секреції і їх функціонування» (пол. Gruczoły o wewnętrznej sekrecji i ich działalność) і рефератом про Бенедикта Дибовського, приуроченим до річниці його смерті.
Активно займався фізичними вправами.
У 1936 році, щоб мати перевагу при вступі на лікарський факультет Університету імені Яна Казимира у Львові, для військових резервувалися місця, пройшов річний вишкіл у Навчальному батальйоні підхорунжих резерву піхоти у місті Замбрів.
1937—1938 працював репетитором.

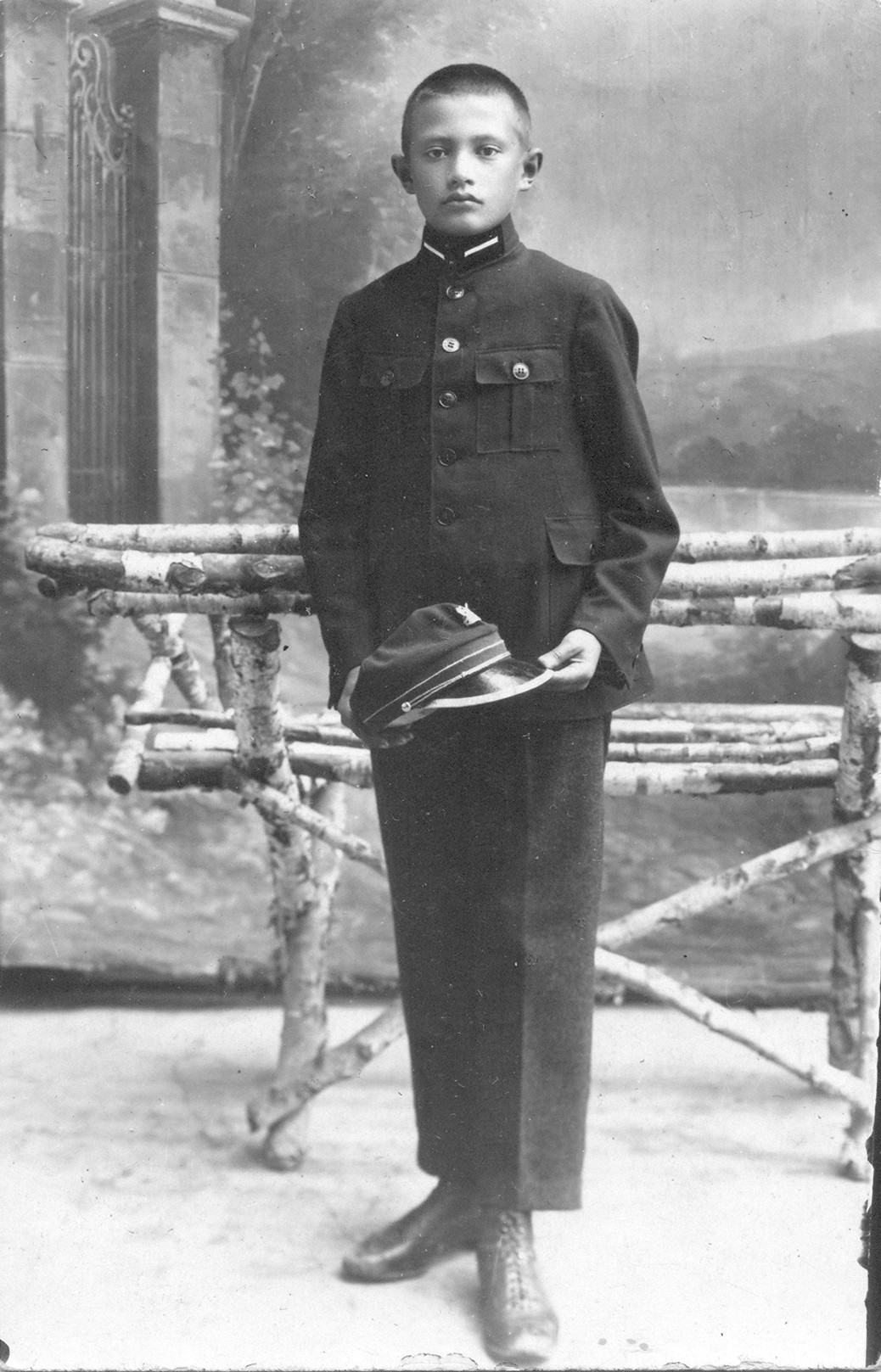
Шоломянцев-Терський Олег Саватійович (1932-1934)
- XLII Звіт дирекції державної гімназії ім. Ю. Коженьовського у Бродах за 1932/33 навчальний рік. Броди 1933

## Лікарська, науково-педагогічна і громадська діяльність
У 1938 році вступив на лікарський факультет Університету імені Яна Казимира (з жовтня—листопада 1939 року Львівський державний медичний інститут).
Під час німецької окупації, маючи неповну вищу медичну освіту, працював фельдшером у Бродах, Рівному, селі Ясенові та Тернополі.
У 1944 році продовжив навчання у Львівському державному медичному інституті, який закінчив у 1946 році.
З вересня 1944 до травня 1946 ― ординатор туберкульозного відділення клініки внутрішніх хвороб Львівського державного медичного інституту.
У 1947―1948 роках брав участь у ліквідації епідемії висипного тифу в Карпатах.
З вересня 1944 до жовтня 1946 ― лаборант, з листопада 1946 до 13 травня 1967 ― асистент, з 14 травня 1967 до 31 липня 1977 ― доцент кафедри оперативної хірургії і топографічної анатомії Львівського державного медичного інституту.
З 1 серпня 1977 до 3 травня 1987 ― доцент кафедри нормальної анатомії Львівського державного медичного інституту.
У 1953 році захистив кандидатську дисертацію на тему «Внутриутробное обвитие шеи пуповиной как один из этиологических факторов врожденной мышечной кривошеи».
Олег Саватійович автор 51 наукових статей, 22 винаходів і раціоналізаторських пропозицій, що, головно, стосувалися анатомічного і хірургічного інструментарію та методик.
Спосіб зав’язування хірургічного вузла по Шоломянцеву-Терському увійшов до посібника для хірургів і студентів вищих навчальних закладів.
Навесні 1987 року підготована ним докторська дисертація на тему «Ориентирная анатомия головы» була схвалена Вченою радою Львівського державного медичного інституту і рекомендована до захисту.
Тривалий час очолював осередки Союзу товариств Червоного хреста і червоного півмісяця СРСР та Всесоюзного Товариства винахідників і раціоналізаторів у Львівському державному медичному інституті.
3 травня 1987 року Олег Саватійович Шоломянцев-Терський помер. Похований на Янівському цвинтарі (41-ше поле) у Львові.

## Нагороди

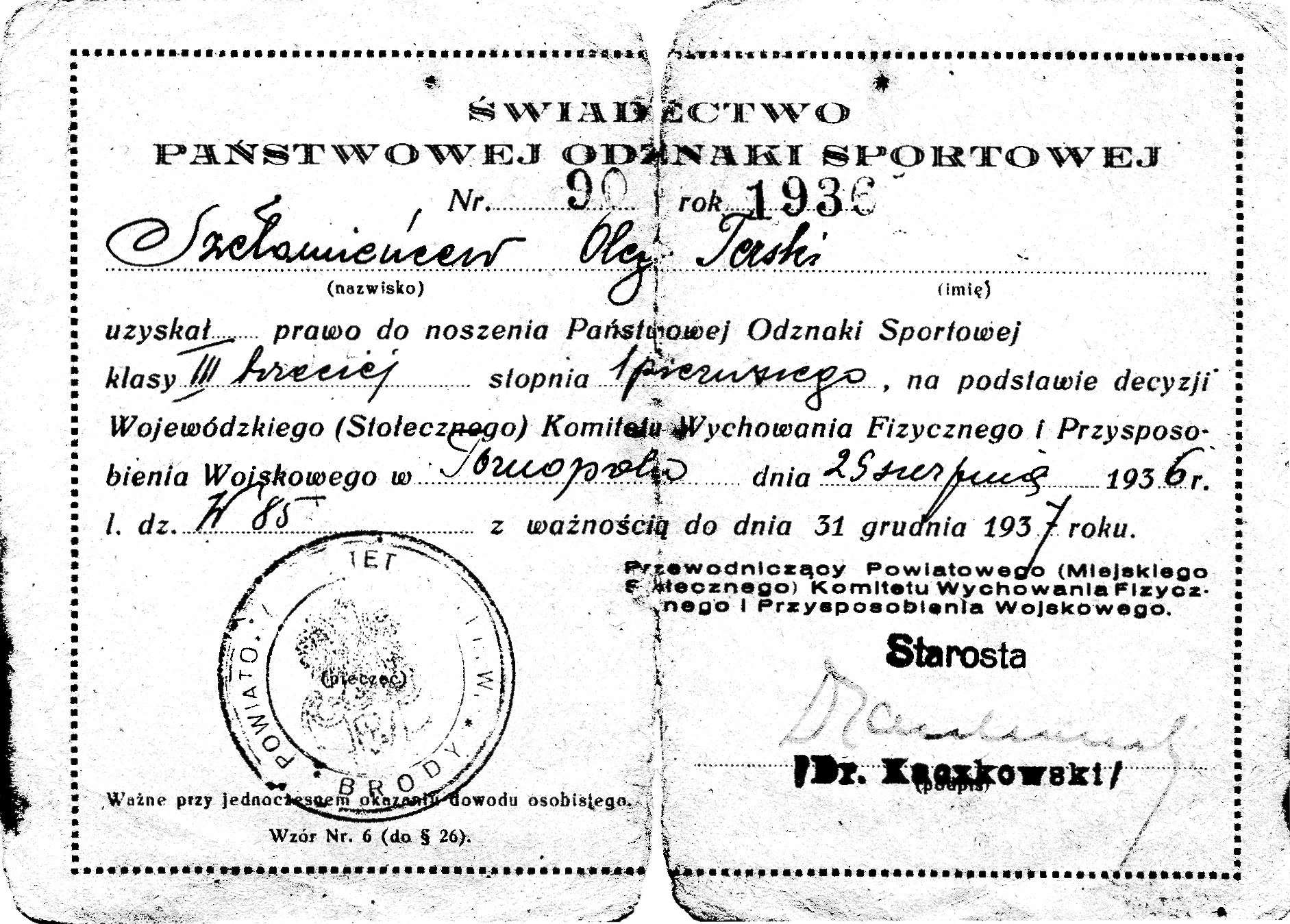
Посвідчення про нагородження Державною спортивною відзнакою Шоломянцева-Tерського Олега Саватійовича (1936)

- Державна спортивна відзнака[pl].
- Вища нагорода Ордена Леніна Союзу товариств Червоного хреста і червоного півмісяця СРСР «Почесна відзнака» (Почётный знак ордена Ленина Союза обществ Красного креста и красного полумесяца СССР).

## Особисте життя
Дружина — Столярова Марія (Марта) Костянтинівна (1919—1990), лікарка отоларингологічного відділення Львівська обласної клінічної лікарні, кандидат медичних наук. Похована на Янівському цвинтарі (41-ше поле) у Львові.